# Fases preliminares da Copa Libertadores da América de 2025
As fases preliminares da Copa Libertadores da América de 2025 foram disputadas de 4 de fevereiro a 13 de março de 2025. Um total de 19 equipes competiram nas fases de qualificação para decidir quatro das 32 vagas na fase de grupos da Copa Libertadores de 2025.
As equipes se enfrentaram em jogos eliminatórios de ida e volta, classificando-se a que somasse o maior número de pontos. Em caso de igualdade em pontos, a vaga seria definida em disputa por pênaltis.
Em 20 de dezembro de 2024, a CONMEBOL divulgou a tabela com datas e horários das partidas da primeira e segunda fases.

## Sorteio
O sorteio das fases de qualificação foi realizado em 19 de dezembro de 2024, às 12:00 (UTC−3), no Centro de Convenções da CONMEBOL em Luque, Paraguai.
As equipes foram distribuídas pela classificação dos clubes da CONMEBOL em 16 de dezembro de 2024, levando em consideração os três fatores a seguir:
- Desempenho nos últimos 10 anos, levando em consideração os resultados da Copa Libertadores e da Copa Sul-Americana no período 2014–2023
- Coeficiente histórico, levando em consideração os resultados da Copa Libertadores e da Copa Sul-Americana no período 1960–2013 e 2002–2013 respectivamente
- Campeão do torneio local, com pontos de bônus concedidos aos campeões da liga nacional dos últimos 10 anos

Primeira fase
Para a primeira fase, as seis equipes foram sorteadas em três emparelhamentos (E1–E3), com as equipes do "Pote 1" sediando o jogo de volta.
| Pote 1                                                          | Pote 1                                                          | Pote 2                                          | Pote 2                                          |
| --------------------------------------------------------------- | --------------------------------------------------------------- | ----------------------------------------------- | ----------------------------------------------- |
| - Alianza Lima (50) - El Nacional (68) - Defensor Sporting (75) | - Alianza Lima (50) - El Nacional (68) - Defensor Sporting (75) | - Nacional (85) - Monagas (99) - Blooming (111) | - Nacional (85) - Monagas (99) - Blooming (111) |

Segunda fase
Para a segunda fase, as 16 equipes foram sorteadas em oito emparelhamentos (C1–C8), com as equipes do "Pote 1" sediando o jogo de volta. Equipes da mesma federação não poderiam ser sorteadas para o mesmo confronto, excluindo os três vencedores da primeira fase, que foram colocados no "Pote 2" e cuja identidade não era conhecida no momento do sorteio, podendo ser sorteados para o mesmo confronto com outro time da mesma associação. No momento da configuração dos potes, não se sabia as identidades de Bolívia 3, Bolívia 4 e do segundo representante da Colômbia, por isso foram diretamente colocados nos últimos potes de cada fase.
| Pote 1 | Pote 1 | Pote 2 | Pote 2 |
| --- | --- | --- | --- |
| - Boca Juniors (3) - Corinthians (18) - Cerro Porteño (20) - Barcelona de Guayaquil (25) - Santa Fe (45) - Melgar (51) - Bahia (77) - Ñublense (90) | - Boca Juniors (3) - Corinthians (18) - Cerro Porteño (20) - Barcelona de Guayaquil (25) - Santa Fe (45) - Melgar (51) - Bahia (77) - Ñublense (90) | - The Strongest (36) - Deportes Tolima (54) - Deportes Iquique (152) - Boston River (206) - Universidad Central (—) - Vencedor primeira fase 1 - Vencedor primeira fase 2 - Vencedor primeira fase 3 | - The Strongest (36) - Deportes Tolima (54) - Deportes Iquique (152) - Boston River (206) - Universidad Central (—) - Vencedor primeira fase 1 - Vencedor primeira fase 2 - Vencedor primeira fase 3 |

Terceira fase
Para a terceira fase, os oito vencedores da segunda fase serão alocados nas quatro eliminatórias seguintes (G1–G4), com a equipe de cada eliminatória com o ranking da CONMEBOL mais alto sediando o jogo de volta.
- Vencedor da segunda etapa C1 vs. Vencedor da segunda etapa C8
- Vencedor da segunda etapa C2 vs. Vencedor da segunda etapa C7
- Vencedor da segunda etapa C3 vs. Vencedor da segunda etapa C6
- Vencedor da segunda etapa C4 vs. Vencedor da segunda etapa C5

As etapas de qualificação são estruturadas da seguinte forma:
- Primeira fase (6 equipes): Os três vencedores da primeira fase avançam para a segunda fase para se juntar às 13 equipes que entram diretamente nesta fase
- Segunda fase (16 equipes): Os oito vencedores da segunda fase avançam para a terceira fase
- Terceira fase (8 equipes): Os quatro vencedores da terceira fase avançam para a fase de grupos para se juntar aos 28 participantes diretos. As quatro equipes eliminadas na terceira fase entram na fase de grupos da Copa Sul-Americana

A chave foi decidida com base no sorteio da primeira fase e do sorteio da segunda fase, realizado em 19 de dezembro de 2024.

## Primeira fase
As equipes que possuem o mando da segunda partida estão à direita. Em negrito, as equipes que avançaram.
| Chave | Equipe 1 | Total       | Equipe 2          | Ida | Volta |
| ----- | -------- | ----------- | ----------------- | --- | ----- |
| E1    | Blooming | 4–4 (3−4 p) | El Nacional       | 3–2 | 1–2   |
| E2    | Nacional | 2–4         | Alianza Lima      | 1–1 | 1–3   |
| E3    | Monagas  | 4–0         | Defensor Sporting | 2–0 | 2–0   |

#### Chave E1
| 6 de fevereiro | Blooming                                 | 3 − 2     | El Nacional                 | Estádio Ramón Tahuichi Aguilera, Santa Cruz      |
| 20:30 (UTC−4)  | Garzón 16' · Villarroel 21' · Alaniz 37' | Relatório | Guisamano 27' · Ledesma 87' | Público: 14 870 Árbitro: PAR Mario Díaz de Vivar |

| 13 de fevereiro | El Nacional                  | 2 − 1     | Blooming    | Estádio Olímpico Atahualpa, Quito            |
| 19:30 (UTC−5)   | Martínez 67' · Guisamano 75' | Relatório | Spenhay 19' | Público: 10 038 Árbitro: BRA Flávio de Souza |

|                                    |       | Penalidades                              |  |
| Flor Olmedo Martínez Mejía Pazmiño | 4 – 3 | Villarroel Vadalá Alaniz Spenhay Enoumba |  |

4–4 no agregado. El Nacional venceu por 4–3 nos pênaltis.

#### Chave E2
| 5 de fevereiro | Nacional     | 1 − 1     | Alianza Lima        | Estádio Arsenio Erico, Assunção         |
| 21:30 (UTC−3)  | Caballero 7' | Relatório | Barcos 90+9' (pen.) | Público: 1 405 Árbitro: COL Jhon Ospina |

| 12 de fevereiro | Alianza Lima                  | 3 − 1     | Nacional  | Estádio Alejandro Villanueva, Lima      |
| 19:30 (UTC−5)   | Quevedo 11', 55' · Barcos 50' | Relatório | Gaona 15' | Público: 23 041 Árbitro: CHI Piero Maza |

Alianza Lima venceu por 4–2 no placar agregado.

#### Chave E3
| 4 de fevereiro | Monagas                         | 2 − 0     | Defensor Sporting | Estádio Monumental, Maturín                 |
| 20:30 (UTC−4)  | T. Rodríguez 78' · Manríque 90' | Relatório |                   | Público: 15 100 Árbitro: ECU Augusto Aragón |

| 11 de fevereiro | Defensor Sporting | 0 − 2     | Monagas                       | Estádio Centenario, Montevidéu           |
| 21:30 (UTC−3)   |                   | Relatório | T. Rodríguez 34' · Romero 61' | Público: 1 738 Árbitro: PER Kevin Ortega |

Monagas venceu por 4–0 no placar agregado.

## Segunda fase
As equipes que possuem o mando da segunda partida estão à direita. Em negrito, as equipes que avançaram.
| Chave | Equipe 1            | Total       | Equipe 2               | Ida | Volta |
| ----- | ------------------- | ----------- | ---------------------- | --- | ----- |
| C1    | Deportes Iquique    | 3–3 (2–1 p) | Santa Fe               | 2–1 | 1–2   |
| C2    | The Strongest       | 1–4         | Bahia                  | 1–1 | 0–3   |
| C3    | Monagas             | 1–7         | Cerro Porteño          | 0–4 | 1–3   |
| C4    | El Nacional         | 1–2         | Barcelona de Guayaquil | 0–1 | 1–1   |
| C5    | Universidad Central | 3–4         | Corinthians            | 1–1 | 2–3   |
| C6    | Deportes Tolima     | 0–2         | Melgar                 | 0–1 | 0–1   |
| C7    | Boston River        | 2–1         | Ñublense               | 1–0 | 1–1   |
| C8    | Alianza Lima        | 2–2 (5–4 p) | Boca Juniors           | 1–0 | 1–2   |

#### Chave C1
| 18 de fevereiro | Deportes Iquique     | 2 − 1     | Santa Fe     | Estádio Tierra de Campeones, Iquique      |
| 19:00 (UTC−3)   | Puch 35', 70' (pen.) | Relatório | Rodallega 2' | Público: 8 794 Árbitro: PER Roberto Pérez |

| 25 de fevereiro | Santa Fe                  | 2 − 1     | Deportes Iquique | Estádio Metropolitano de Techo, Bogotá   |
| 17:00 (UTC−5)   | Murillo 14' · Mafla 90+7' | Relatório | Pino 6'          | Público: 5 743 Árbitro: PAR Derlis López |

|                                                |       | Penalidades                 |  |
| Albornoz Ríos Á. Rodríguez D. Torres Rodallega | 1 – 2 | Dávila Salinas Fuentes Soto |  |

3–3 no agregado. Deportes Iquique venceu por 2–1 nos pênaltis.

#### Chave C2
| 18 de fevereiro | The Strongest | 1 − 1     | Bahia            | Estádio Hernando Siles, La Paz                 |
| 20:30 (UTC−4)   | Guerrero 38'  | Relatório | Willian José 69' | Público: 8 356 Árbitro: ECU Guillermo Guerrero |

| 25 de fevereiro | Bahia                                  | 3 − 0     | The Strongest | Arena Fonte Nova, Salvador                   |
| 21:30 (UTC−3)   | Rodríguez 41' (pen.) · Ademir 48', 63' | Relatório |               | Público: 45 161 Árbitro: COL Carlos Betancur |

Bahia venceu por 4–1 no placar agregado.

#### Chave C3
| 20 de fevereiro | Monagas | 0 − 4     | Cerro Porteño                                            | Estádio Monumental, Maturín                |
| 18:00 (UTC−4)   |         | Relatório | Da Costa 14' · Benítez 33' · Domínguez 45+3' · Viera 63' | Público: 14 930 Árbitro: ARG Darío Herrera |

| 27 de fevereiro | Cerro Porteño                      | 3 − 1     | Monagas      | Estádio General Pablo Rojas, Assunção        |
| 19:00 (UTC−3)   | León 19' · Morel 45+4' · Viera 51' | Relatório | Rodríguez 4' | Público: 11 126 Árbitro: BRA Flávio de Souza |

Cerro Porteño venceu por 7–1 no placar agregado.

#### Chave C4
| 19 de fevereiro | El Nacional | 0 − 1     | Barcelona de Guayaquil | Estádio Olímpico Atahualpa, Quito           |
| 19:30 (UTC−5)   |             | Relatório | Vélez 78' (g.c.)       | Público: 21 448 Árbitro: CHI Cristian Garay |

| 26 de fevereiro | Barcelona de Guayaquil | 1 − 1     | El Nacional          | Estádio Monumental, Guaiaquil |
| 19:30 (UTC−5)   | Rivero 68'             | Relatório | Ledesma 45+9' (pen.) | Árbitro: URU Esteban Ostojich |

Barcelona venceu por 2–1 no placar agregado.

#### Chave C5
| 19 de fevereiro | Universidad Central   | 1 − 1     | Corinthians  | Estádio Olímpico da UCV, Caracas           |
| 20:30 (UTC−4)   | João Pedro 75' (g.c.) | Relatório | Carrillo 36' | Público: 4 732 Árbitro: URU Gustavo Tejera |

| 26 de fevereiro | Corinthians                             | 3 − 2     | Universidad Central           | Neo Química Arena, São Paulo               |
| 21:30 (UTC−3)   | Yuri Alberto 3', 89' · Matheus Bidu 40' | Relatório | Cuesta 6' · A. Martínez 45+1' | Público: 44 643 Árbitro: COL Wilmar Roldán |

Corinthians venceu por 4–3 no placar agregado.

#### Chave C6
| 20 de fevereiro | Deportes Tolima | 0 − 1     | Melgar      | Estádio Manuel Murillo Toro, Ibagué      |
| 19:30 (UTC−5)   |                 | Relatório | Cabrera 36' | Público: 4 075 Árbitro: BRA Ramon Abatti |

| 27 de fevereiro | Melgar                | 1 − 0     | Deportes Tolima | Estádio Monumental da UNSA, Arequipa        |
| 19:30 (UTC−5)   | Bordacahar 86' (pen.) | Relatório |                 | Público: 27 956 Árbitro: PAR Carlos Benítez |

Melgar venceu por 2–0 no placar agregado.

#### Chave C7
| 19 de fevereiro | Boston River         | 1 − 0     | Ñublense | Estádio Centenario, Montevidéu         |
| 19:00 (UTC−3)   | Gutiérrez 77' (pen.) | Relatório |          | Público: 2 077 Árbitro: BOL Ivo Méndez |

| 26 de fevereiro | Ñublense        | 1 − 1     | Boston River | Estádio Municipal, Chillán                     |
| 19:00 (UTC−3)   | M. Rodríguez 9' | Relatório | Anello 85'   | Público: 8 495 Árbitro: ARG Leandro Rey Hilfer |

Boston River venceu por 2–1 no placar agregado.

#### Chave C8
| 18 de fevereiro | Alianza Lima | 1 − 0     | Boca Juniors | Estádio Alejandro Villanueva, Lima            |
| 19:30 (UTC−5)   | Ceppelini 4' | Relatório |              | Público: 27 869 Árbitro: URU Esteban Ostojich |

| 25 de fevereiro | Boca Juniors                 | 2 − 1     | Alianza Lima | Estádio La Bombonera, Buenos Aires      |
| 21:30 (UTC−3)   | Trauco 5' (g.c.) · Zenón 58' | Relatório | Barcos 19'   | Público: 28 099 Árbitro: CHI Piero Maza |

|                                     |       | Penalidades                               |  |
| Rojo Cavani Alarcón Giménez Velasco | 1 – 2 | Guerrero Gaibor Trauco Noriega Lavandeira |  |

2–2 no agregado. Alianza Lima venceu por 5–4 nos pênaltis.

## Terceira fase
As equipes que possuem o mando da segunda partida estão à direita. Em negrito, as equipes que avançaram.
| Chave | Equipe 1               | Total | Equipe 2      | Ida | Volta |
| ----- | ---------------------- | ----- | ------------- | --- | ----- |
| G1    | Deportes Iquique       | 2–3   | Alianza Lima  | 1–2 | 1–1   |
| G2    | Boston River           | 0–1   | Bahia         | 0–0 | 0–1   |
| G3    | Melgar                 | 2–5   | Cerro Porteño | 0–1 | 2–4   |
| G4    | Barcelona de Guayaquil | 3–2   | Corinthians   | 3–0 | 0–2   |

#### Chave G1
| 4 de março    | Deportes Iquique    | 1 − 2     | Alianza Lima              | Estádio Tierra de Campeones, Iquique         |
| 19:00 (UTC−3) | Zambrano 66' (g.c.) | Relatório | Barcos 31' · Castillo 34' | Público: 10 446 Árbitro: BRA Flávio de Souza |

| 11 de março   | Alianza Lima | 1 − 1     | Deportes Iquique | Estádio Alejandro Villanueva, Lima             |
| 17:00 (UTC−5) | Quevedo 42'  | Relatório | Dávila 90'       | Público: 27 007 Árbitro: ARG Yael Falcón Pérez |

Alianza Lima venceu por 3–2 no placar agregado.

#### Chave G2
| 6 de março    | Boston River | 0 − 0     | Bahia | Estádio Centenario, Montevidéu                   |
| 21:30 (UTC−3) |              | Relatório |       | Público: 1 200 Árbitro: PAR Juan Gabriel Benítez |

| 13 de março   | Bahia          | 1 − 0     | Boston River | Arena Fonte Nova, Salvador                  |
| 21:30 (UTC−3) | Jean Lucas 59' | Relatório |              | Público: 40 670 Árbitro: CHI Cristian Garay |

Bahia venceu por 1–0 no placar agregado.

#### Chave G3
| 5 de março    | Melgar | 0 − 1     | Cerro Porteño             | Estádio Monumental da UNSA, Arequipa    |
| 17:00 (UTC−5) |        | Relatório | Piris da Motta 34' (pen.) | Público: 19 589 Árbitro: CHI Piero Maza |

| 12 de março   | Cerro Porteño                                        | 4 − 2     | Melgar                           | Estádio General Pablo Rojas, Assunção      |
| 19:00 (UTC−3) | Araujo 12' · Carrizo 56' · Da Costa 70' · Fariña 79' | Relatório | Martínez 45+6' (pen.) · Liza 89' | Público: 13 049 Árbitro: BRA Raphael Claus |

Cerro Porteño venceu por 5–2 no placar agregado.

#### Chave G4
| 5 de março    | Barcelona de Guayaquil                | 3 − 0     | Corinthians | Estádio Monumental, Guaiaquil              |
| 19:30 (UTC−5) | Corozo 45+2' (pen.), 84' · Rivero 80' | Relatório |             | Público: 16 188 Árbitro: ARG Darío Herrera |

| 12 de março   | Corinthians               | 2 − 0     | Barcelona de Guayaquil | Neo Química Arena, São Paulo                  |
| 21:30 (UTC−3) | Torres 40' · Carrillo 84' | Relatório |                        | Público: 44 877 Árbitro: URU Esteban Ostojich |

Barcelona de Guayaquil venceu por 3–2 no placar agregado.